# Sampo Karjalainen

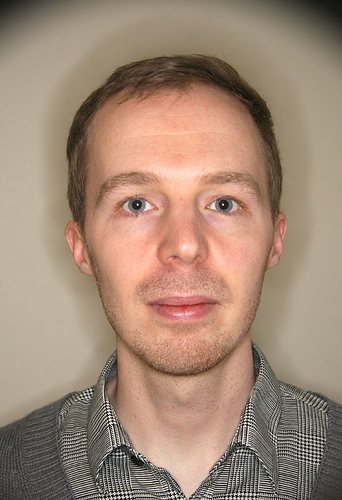
Sampo Karjalainen

Sampo Karjalainen (Tampere,  2 mei 1977) is een Fins zakenman. Karjalainen richtte samen met Aapo Kyrölä in 2000 het bedrijf Sulake op, wat onder andere bekend is van het spel Habbo Hotel.
In 2011 werd tevens het bedrijf ProtoGeo opgericht, wat ook weer in samenwerking met Kyrölä was. Het bedrijf bracht in 2013 de app Moves uit.
Karjalainen heeft literatuur, natuurkunde en informatica gestudeerd aan de Universiteit van Helsinki. 